# Els dies que vindran
Els dies que vindran è  un film spagnolo del 2019 diretto da Carlos Marqués-Marcet. Fu presentato in anteprima mondiale all'International Film Festival Rotterdam.

## Trama
Barcellona. Vir e Lluís convivono da un anno, quando lei scopre di essere rimasta incinta. La gravidanza non era prevista né ricercata, perciò la coppia si interroga su un'eventuale prosecuzione, decidendo infine di portarla avanti. La solidità del loro legame viene messa alla prova dai cambiamenti e dal peso che l'arrivo di un figlio comporta: nei mesi della gravidanza di Vir, lei e il compagno affrontano svariati alti e bassi che riguardano gli aspetti economici, le scelte, le divergenze di idee, che non possono esaurirsi al momento del parto.

## Produzione
Il regista catalano Marqués-Marcet prosegue in questo film il racconto delle relazioni sentimentali che affrontano cambiamenti e sofferenze, intrapreso fin dal suo lungometraggio d'esordio 10.000 Km. I temi centrali sono la mancanza di comunicazione all'interno della coppia e i conflitti che sorgono all'arrivo di un figlio.
In questa pellicola, dallo stile intimista, il regista sfrutta come attori protagonisti una vera coppia di futuri genitori. Infatti David Verdaguer e Maria Rodríguez Soto, all'epoca delle riprese, erano realmente in attesa di un figlio. Inoltre, all'interno del film il personaggio di Vir riguarda le videocassette della sua nascita: le stesse sono in realtà le registrazioni della vera nascita dell'attrice, concesse da sua madre per l'utilizzo.
Il film vinse la Biznaga d'oro come miglior film al Festival di Malaga, nonché la Biznaga d'argento al miglior regista e alla miglior attrice e ottenne tre Premi Gaudí: miglior film, miglior attrice protagonista e miglior montaggio.

## Riconoscimenti
- 2020 - Premio Gaudí
  - Miglior film
  - Miglior attrice protagonista a Maria Rodríguez Soto
  - Miglior montaggio a Carlos Marqués-Marcet, Óscar de Gispert e Ana Pfaff
  - Candidatura come miglior regista a Carlos Marqués-Marcet
  - Candidatura come miglior sceneggiatura a Carlos Marqués-Marcet, Clara Roquet e Coral Cruz
  - Candidatura come miglior attore protagonista a David Verdaguer
  - Candidatura come miglior scenografia a Ana Pons-Formosa
  - Candidatura come miglior direttore di produzione a Sergi Moreno, Tono Folguera e Mayca Sanz
  - Candidatura come miglior suono a Diego Casares, Borja Barrera Allué, Jonathan Darch e Dani Zacarías
  - Candidatura come miglior fotografia a Alex García Martínez

- 2019 - Festival di Malaga
  - Biznaga d'oro al miglior film
  - Biznaga d'argento al miglior regista a Carlos Marqués-Marcet
  - Biznaga d'argento alla miglior attrice protagonista a Maria Rodríguez Soto
  - Premio Giuria dei Giovani al miglior film
  - Premio Signis